# Roger Bielle
Roger Bielle (ur. 26 sierpnia 1928 w Mérignac, zm. 11 grudnia 2014 w Pessac) – francuski zapaśnik walczący w obu stylach. Trzykrotny olimpijczyk. Zajął dwunaste miejsce w Rzymie 1960; odpadł w eliminacjach w Helsinkach 1952, w stylu wolnym i Melbourne 1956, gdzie walczył w obu stylach. Startował w kategorii 62 – 67 kg.
Czwarty na mistrzostwach świata w 1951 i 1955; piąty w 1954, uczestnik w 1950, 1953, 1958, 1959, 1962. Mistrz igrzysk śródziemnomorskich w 1955; drugi w 1959 roku.